# 李发枝
李发枝（？—？），浙江山阴（浙江绍兴）人，清朝政治人物。
康熙三十六年（1697年）丁丑科进士。康熙四十一年（1702年）接替陈善任上海县知县一职，1706年由许士贞接任。